# Apolline Henriot
Apolline Henriot, född 1775, död 1859, var en fransk företagsledare. 
Hon var chef för vinhuset Henriot efter sin makes död 1805. 